# وادي مهزور
وادي مهزور أو وادي المبعوث أو وادي قريظة أحد أودية منطقة المدينة المنورة.
وهو من الأودية المهمة بالمدينة المنورة فهو من المصادر الأساسية التي تروى الأرض بالمياه لمنطقة الحرة الجنوبية (حرة شوران) فبفيضانه تزيد مياه الآبار. ويعرف باسم وادي قريظة نسبة لسكنهم إلى جواره. ويعرف أيضاً بوادي المبعوث، وبعضهم يطلقون عليه وادي الفحل. أصل مصبه من حرة ميطان حيث ينحدر بسرعة إلى الشريبات ويصب بها ثم على مسجد الفضيخ ومشربة أم إبراهيم ثم يمر بجوار المسجد النبوي الشريف أي من عند البقيع ثم يتجه ثم إلى منطقة العيون ومنطقة الترسيس ثم على الزبارة الحمراء أو ما تسمى كومة أبي الحمراء وهناك يلتقي بوادي قناة.